# Josef Smítka
Josef Smítka (Joska, někdy uváděn jako Josef Smítko nebo Josef Smitko, 21. prosince 1919, Turnov – 27. března 1945, Terezín) byl český horolezec. Za druhé světové války odmítl nastoupit na nucené práce do Německa a skrýval se ve skalách Českého ráje. Po prozrazení a dopadení byl nacisty v Terezíně popraven.

## Život

### Dětství

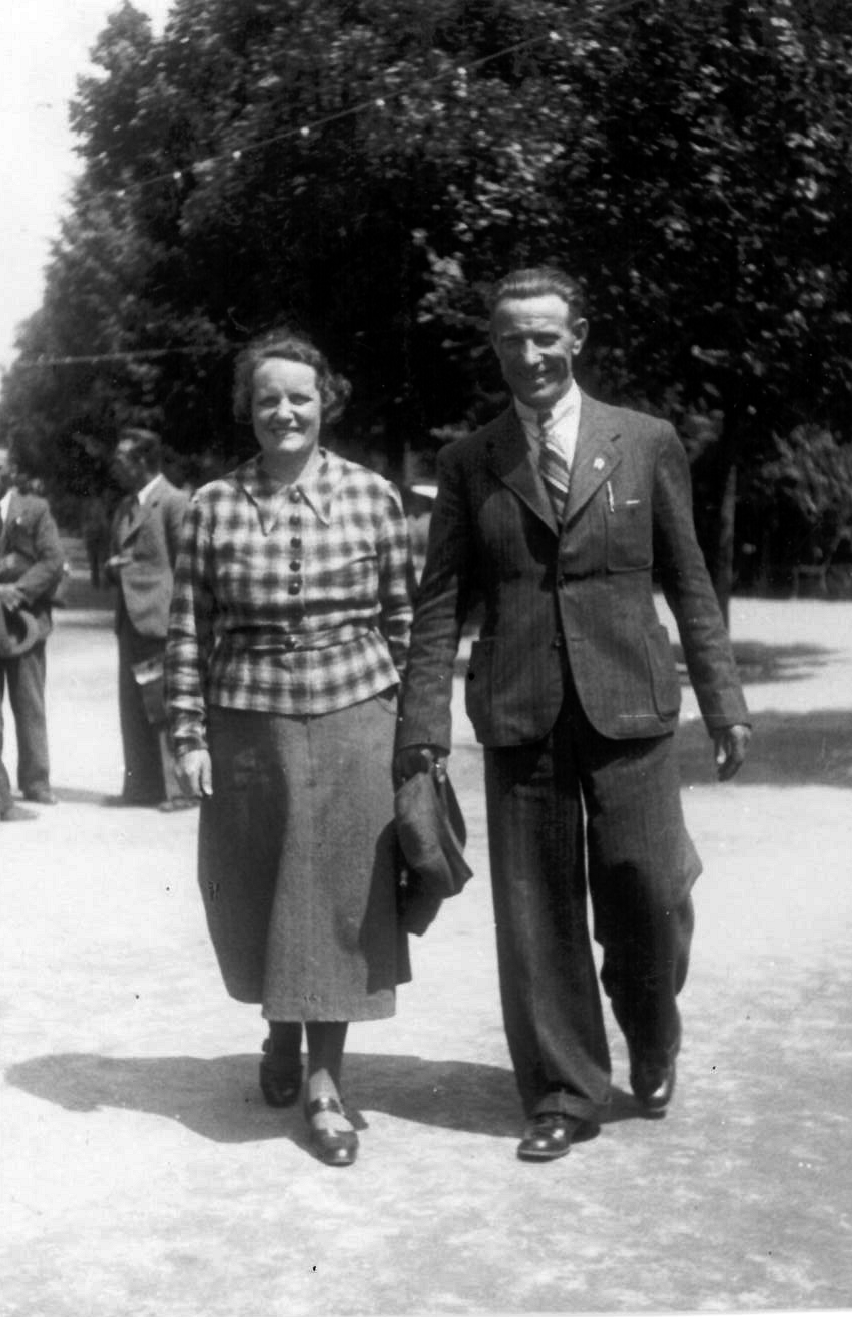
Rodiče českého horolezce Josefa Smítky

Josef (mezi přáteli známý jako Joska) Smítka se narodil 21. prosince 1919 v Turnově Josefovi a Marii Smítkovým jako jejich první a jediné dítě. Rodina vlastnila polovinu vily - dvojdomu (druhou část vlastnil bratr Marie Smítkové). Dům dodnes stojí v ulici Komenského v turnovské místní části Hruštice.
Otec zastával vedoucí funkci na Československé poště v Turnově. Měl na starosti péči o telegrafní vedení. Rodina patřila k turnovské honoraci. Josef Smítka starší vlastnil první Aerovku ve městě. Ve třicátých letech měli automobily dva.
Josef Smítka starší plánoval, že syn nastoupí na telekomunikační oddělení na poště jako jeho nástupce. Po ukončení turnovské měšťanky proto šel Joska do učení na telegrafního mechanika do Pardubic a později na průmyslovou školu.

### První střet s nacisty

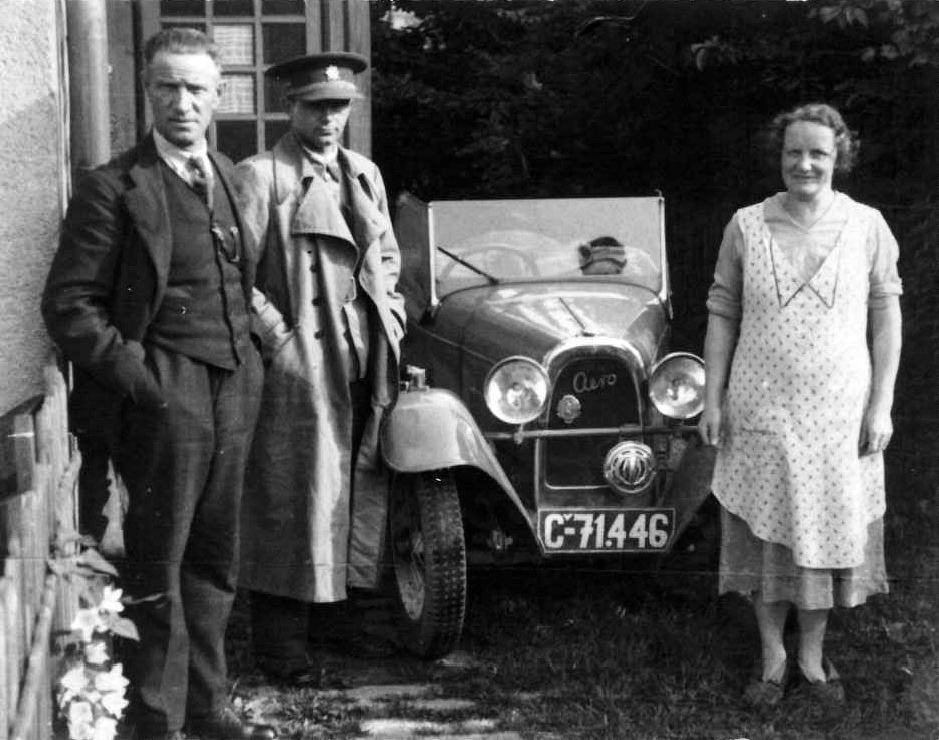
Smítkovi vlastnili jako jedni z prvních v Turnově Aerovku

V roce 1936 došlo k prvnímu střetu s nacistickou mocí. Čtyři přátelé – Josef (Joska) Smítka, Fifan (Ladislav Vodháněl), Chroust (Vladimír Procházka) a Jiří Šíp šli po německé (dnes polské) straně Krkonoš ze Sněžky k boudě prince Jindřicha. Cestou potkali sedící skupinu čtyřiceti německých dívek v krojích Hitlerovy mládeže a vlajkou s hákovým křížem.
Kamarádi chtěli dívky pozlobit. Tři si stoupli před hlouček, vztyčili ruku v pěst (komunistické gesto) a čtvrtý je vyfotil. Pak pokračovali v cestě.
Po chvíli je vyprovokované Němky dostihly a pustily se do nich. Překvapení kamarádi se nechali přemoct – dívky měly početní přesilu. Pomohlo, až když rozzuřený Smítka vytáhl nůž a začal s ním dívkám hrozit. Vůdkyně dívek se zalekla, Němky se stáhly a Češi díky tomu mohli utéct k české hranici.
Když byli kus za československou hranicí, objevili se na hranicích příslušníci SA. Kdyby je dopadli v Německu, byli by zavřeni do koncentračního tábora.

### Smítka pilot

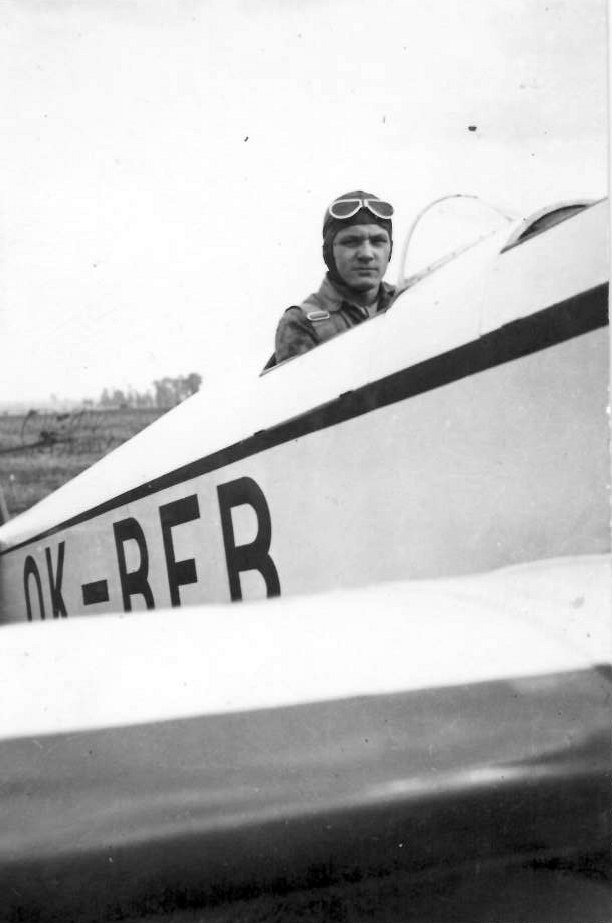
Joska Smítka na letadle v rámci výcviku 1000 pilotů republice

Nedostatek pilotů měla v předválečných časech vyřešit akce 1000 pilotů republice., kterou organizovala Masarykova letecká liga a Aeroklub republiky Československé. Akce probíhala mezi roky 1935 a 1937. Smítka se jí zúčastnil v roce 1936 a stal se tak nejmladším československým pilotem.
Během základní vojenské služby se v roce 1938 pokusil s letadlem přeletět do zahraničí. Byl ale zadržen a odsouzen do vězení.

### Smítka horolezec
Během studia v Pardubicích se Smítka začal věnovat boxování. Boxování probíhalo v neděli, což ale kolidovalo s horolezectvím, se kterým začal v roce 1937. Oboje nestíhal. Dal přednost horolezectví, v čemž ho podporovala i jeho matka. Nosila mu do skal jídlo a jistila lanem.
Jeho horolezeckým působištěm byla především oblast pískovcových skal Českého ráje (zejména Hruboskalské skalní město – tzv. Skalák). Na jejich stěnách zaznamenal několik desítek prvovýstupů vyšší klasifikace a 46 nových objevil. Zapsal se zejména výstupy na Daliborku tzv. Kouřovou cestou, přímou spárou na Rakev v Příhrazích nebo na Dominstein.

### Vztah s Vlastou Štáflovou
V roce 1939 se od republiky oddělilo Slovensko a vznikl Protektorát Čechy a Morava. Čeští horolezci proto nemohli jezdit do Vysokých Tater. České Švýcarsko, Teplicko či Adršpach se jako Sudety ocitly i se svými skalními městy v nacistickém Německu. Horolezci z Prahy se tak přesunuli do Sedmihorek do Skaláku. S nimi přišla i tehdy třicetiletá Vlasta Štáflová.
Vlasta Štáflová byla spisovatelka (pohádky a dívčí romány) a horolezkyně. Její manžel, o 23 let starší malíř a grafik Otakar Štáfl měl několik let pronajatou turistickou chatu ve Vysokých Tatrách u Popradského plesa. Štáfl byl též ideový otec „Cintorínu“ pod Ostrvou. V roce 1939 byli oba nuceni z Tater odejít.
Smítku si Štáflová oblíbila. Byl v příkrém rozporu s lázeňskou smetánkou z Prahy – většinou vzdělanými a zámožnými lidmi, kteří se drželi zpátky. Vévodil partě špinavých a roztrhaných kluků těsně po pubertě z dělnických rodin, často nezaměstnaných a s levicovým smýšlením. Sám Smítka utíkal ze zaměstnání, aby měl víc času na lezení. A navíc byl nejlepší lezec. Imponoval jí také svou povahou. Byl živelný, buřič a výtržník. Nevadilo jí ani, že býval hrubý a vulgární.
Smítka ji bral do skal, zdolali společně Dračí stěnu. Zkušenosti z tohoto zážitku zúročila Štáflová v knize pro děti Kavče z Dračích skal, která vyšla po její smrti v roce 1945. Absolvovala i jiné těžké výstupy, například Barthovu spáru.
Mezi její nejtěžší prvovýstupy patří Východní spára na Strubichovu věž ve Skaláku, kterou zdolala 10. května 1940 spolu s Vladimírem Procházkou starším.
Štáflovou a Smítku dělily stavovské rozdíly. Za Štáflovou jezdili do lázní její ctitelé z Prahy (například boxer Jiří Janovský).
Schůzky se spisovatelkou ukončil Smítkův odvod k totálnímu nasazení do Německa. Po jeho útěku a během ukrývání ve skalním městě již na předchozí vztah nenavázali.
Vlasta Štáflová zahynula i s manželem v poledne na Popeleční středu, dne 14. února 1945. Tehdy jejich dům v Praze zasáhlo bombardování spojeneckých letadel. Manželé se neodešli včas schovat do krytu.

### Útěk z Německa a zatčení
Po dokončení průmyslové školy pracoval Smítka krátce na turnovském vlakovém nádraží. Pak ho ale odvedli k totálnímu nasazení na práci do Německa. Svobodomyslný a vzpurný mladík ale z Německa po dvou týdnech utekl a vrátil se do skal. I když ho i další horolezce hledali protektorátní úřady, nepodařilo se je ve skalách vystopovat.
V zimě roku 1943 Smítka ve Skaláku onemocněl. Bratři Chlumové ho odvedli k otci. Ten ho vzal ke svému známému lékaři do Rovenska pod Troskami. Diagnóza byla zánět mozkových blan a středního ucha. Joska se léčil doma. Ležel s vysokou teplotou v posteli, a kdykoliv někdo zazvonil, musel být připravený rychle ustlat a vyběhnout se schovat do podkroví. 
Po třech měsících doma se Smítka rozhodl, že nebude otce a přátele nadále vystavovat nebezpečí, a z domu odešel. Byl ale zatčen protektorátní policií na nádraží v Praze, odkud ho dopravili na Pracovní úřad. Během výslechu pochopil, že mu jde o život. Vyžádal si proto pauzu na toaletu. Stráž zůstala za dveřmi. Na nehlídaném místě se Smítka protáhl ve třetím (někde se uvádí čtvrté patro) podlaží budovy do úzkého světlíku, kterým utekl. Komínovým způsobem slezl do přízemí a vstupními dveřmi prošel na ulici.

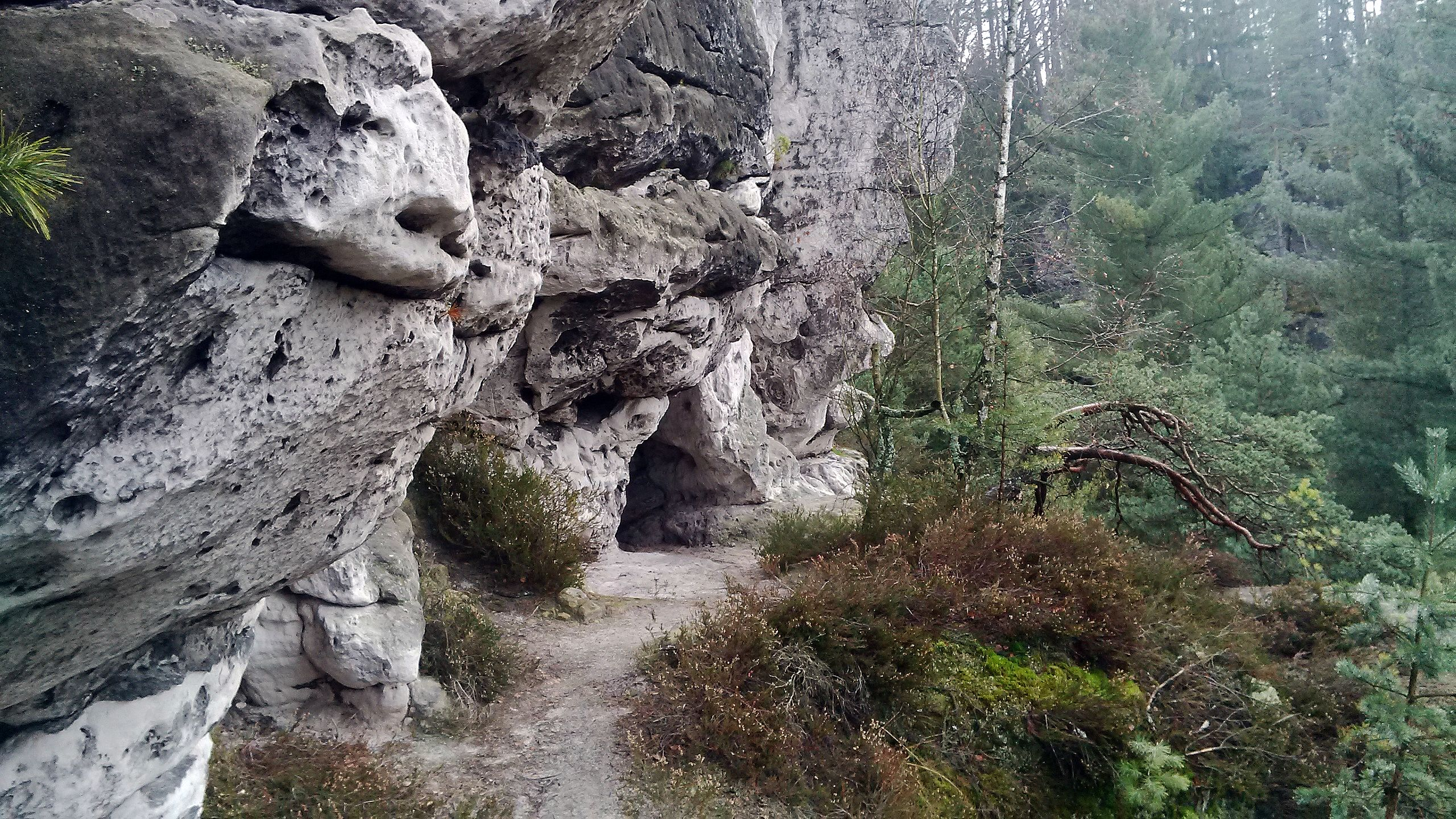
Smítkova jeskyně, nebo také bivak na Slunečné, kde se Smítka za Druhé světové války ukrýval

Po krátkém ukrývání v Praze se přesunul do Skaláku (z Prahy jel do Sedmihorek na kole), který dobře znal a věděl, kde se ukrýt. Nejčastěji pobýval v jeskyni na Slunečné věži. I přes nebezpečí zatčení chodil Smítka do Turnova a do Železného Brodu do kina. Za tmy pak chodil i domů i přesto, že byl jejich dům kvůli vypsané odměně na Smítkovu hlavu hlídán českými četníky přestrojenými v civilu.
Během druhé světové války zemřela jeho matka Marie (podle vzpomínek pamětníků spáchala sebevraždu). Jeho otec ještě za jejího života chodil s v té době padesátiletou bezdětnou učitelkou hry na klavír Marií Lamplovou, kterou si po smrti manželky vzal. Marie Lamplová-Smítková se pak o Josefa Smítku mladšího starala, kdykoliv přišel ze skal domů.
V prosinci roku 1944 byl Smítkův úkryt v jeskyni pod Janovou vyhlídkou v blízkosti hradu Valdštejn vyzrazen. Horolezci si nedávali pozor, mysleli si, že je ve skalách nikdo nenajde. Karla Chluma a Bohumila Habra, kteří se též vyhýbali totálnímu nasazení, zatkli. Smítka se zachránil skokem ze skalního okna do šestimetrové hloubky a doprovázený střelbou z pušek četníkům unikl.
V prosinci 1944 uhodily silné mrazy. Smítka se ve dvě hodiny ráno 29. prosince 1944 vydal domů. Kvůli zatemnění byla všude tma. Přesto se četníci o jeho návratu dozvěděli. Při přepadové akci vnikli do domu a pod pohrůžkou zastřelení donutili Josefa Smítku staršího ke spolupráci. Otočili ho čelem ke zdi a mířili na něho zbraněmi. Smítku mladšího pak objevili v podkroví ukrytého za komínem. Své selhání si pak jeho otec do konce života vyčítal, zatrpkl, uzavřel se.

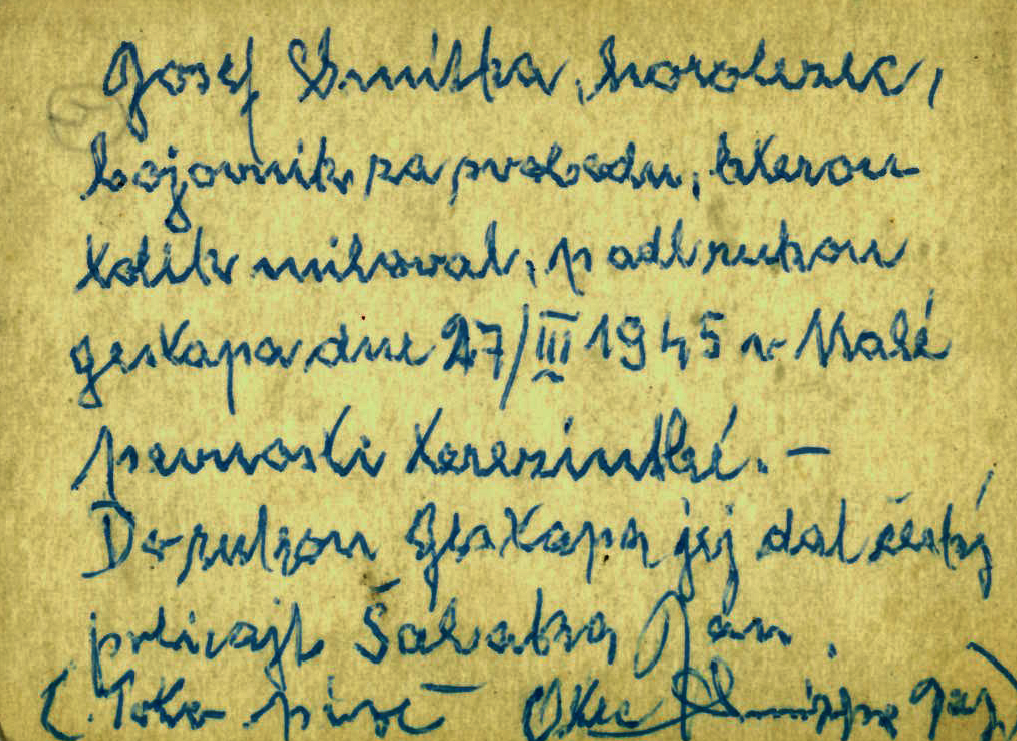
Poznámka Josefa Smítky staršího na zadní straně fotografie k zatčení jeho syna Josky

Zatčení provedl Jan Šabatka (Jan Šabaka), který vlastnil v Turnově na Károvsku hospodu (hospoda stojí na křižovatce dodnes). Když Smítku vedli přes turnovské náměstí, tak se četníkům vysmekl a utekl. Četníci za ním stříleli. S pouty na rukou doběhl až k lávce přes Stebénku u dnešního turnovského Kulturního centra. Na lávce byl chycen.
Během prosince 1944 byli též zatčeni i další horolezci, kteří se ukrývali ve skalách – Václav Chlum, Vladimír Procházka a německý antifašista Erich Schwarzbach. Prokázali jim přípravu železniční sabotáže (vykolejení vlaku u sychrovského tunelu) a šíření antifašistických letáků.

### Přesun do Terezína a poprava
Horolezce převezli do věznice Gestapa v Jičíně – Valdicích (Kartouzy). Během výslechů byli tvrdě bití a fackovaní. Smítka ale projevoval své vrozené furiantství. Během procházek házel na dozorce sněhové koule nebo jim bral z úst cigarety. Často si tak vysloužil od dozorců další bití, ale i jistý respekt.
Po výsleších byli na jaře roku 1945 posláni vlakem do koncentračního tábora Terezín. Jednalo se o běžný linkový spoj. Dozorci je nespoutali. Horolezce proto napadlo, že by mohli utéct. Když míjeli Skalák požádal Vladimír Procházka o povolení navštívit toaletu. Zavřel za sebou dveře a když se mu nepovedlo protlačit se mezerou ve vyklápěcím okénku, snažil se odšroubovat okenní rám. Chtěl z poměrně pomalu jedoucího vlaku vyskočil. Nepovedlo se mu ale povolit šrouby, vrátil se a místo něho šel na toaletu technicky zdatnější Smítka, který měl navíc lžíci. Ani on ale šrouby nepovolil. 
Když pak projížděli lesy za Mladou Boleslaví byla okna vlaku dokořán. Dozorci popíjeli, nálada byla uvolněná. Horolezci opět plánovali, že vyskočí za jízdy z vlaku ven - všichni naráz. Kdyby se jeden z nich při útěku zranil, měl ho druhý zabít kamenem a utéct. K útěku ale nakonec nedošlo. Příliš dlouho váhali, dozorci okna zavřeli a horolezce spoutali.

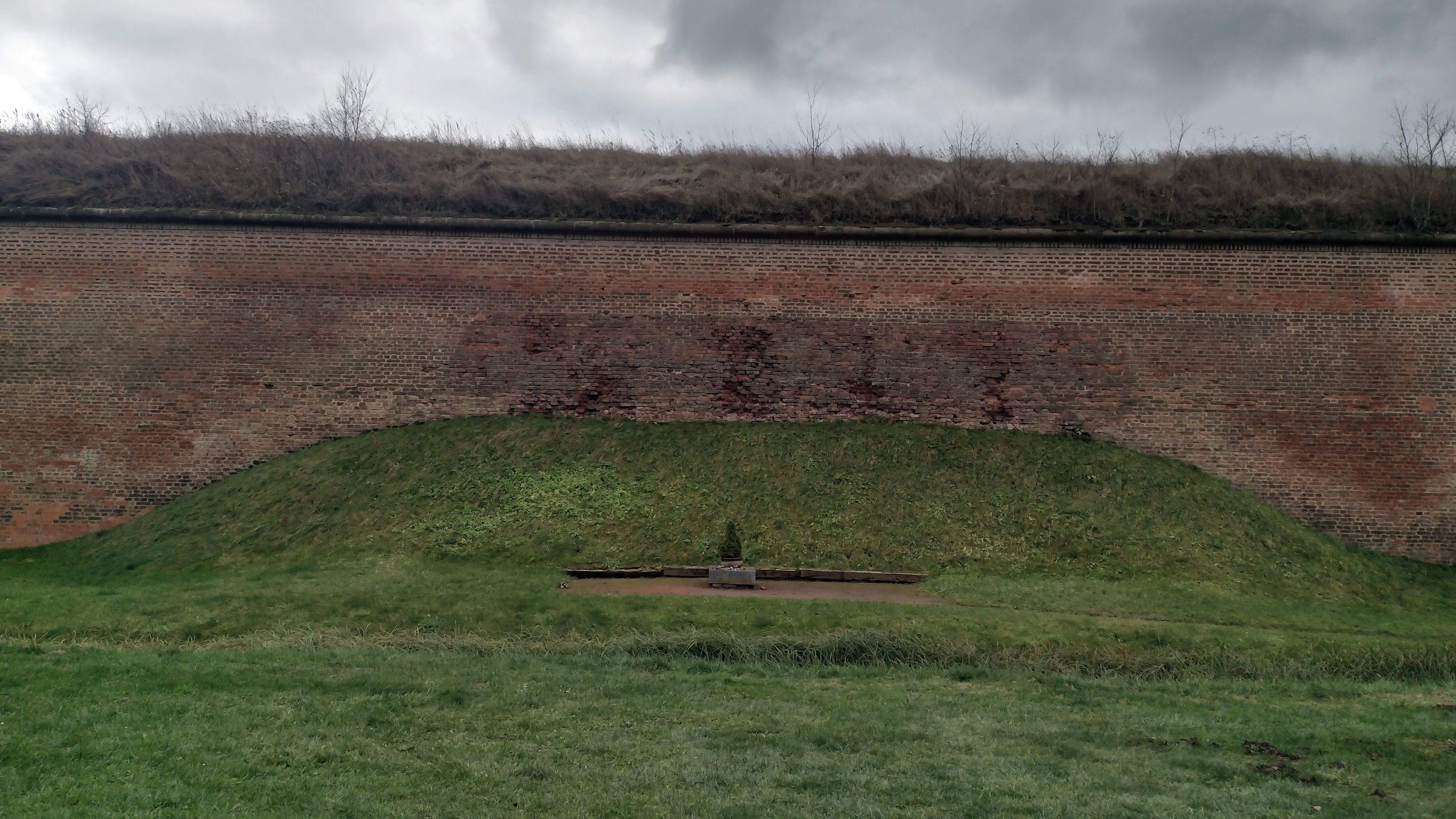
Místo, kde byl Smítka popraven. Střílelo se na vzdálenost cca 3 metry přes potok, vězni stáli před hliněným valem

V koncentračním táboře Terezín je přivítal velitel pevnosti Heinrich Jöckel přezdívaný „Pinďa“ a přidělil k nim dozorce, kteří je měli za úkol bít. Zmlácené a zkrvavené horolezce pak nahnali do společné cely s dalšími asi padesáti vězni na 4. dvoře. Spali na zemi na holém betonu. 
Do tábora dorazili horolezci s označením „Rückkehr unerwünscht“, tedy „Návrat nežádoucí“. Proto byli bez soudu brzy ráno 27. března 1945 Josef Smítka, Václav Chlum, Karel Chlum a Erich Schwarzbach popraveni zastřelením. U Vladimíra Procházky někdo označení v písárně koncentračního tábora  v jeho průvodních papírech vymazal. Jako jediný tak popravě unikl a na čtvrtém dvoře terezínské pevnosti se dočkal osvobození.

### Po Smítkově smrti
Josef Smítka, po popravě jediného syna bezdětný, si po válce vzal na výchovu syna svého bratra (tedy bratrance Josefa Smítky mladšího) Aloise Smítku. Nechal ho vyučit na elektrikáře, zaplatil mu svatbu a začátkem padesátých let ho nechal i s jeho rodinou bydlet ve svém domě.

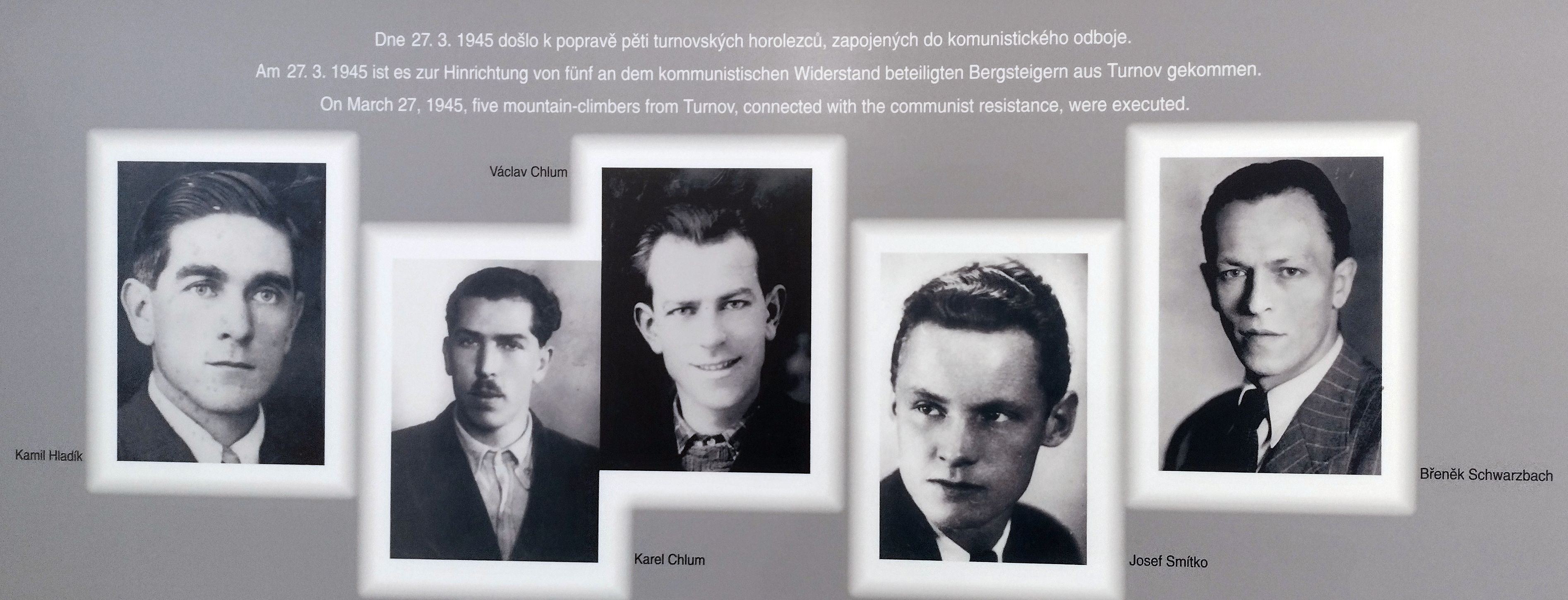
Informační panel v muzeu Malé pevnosti Terezín k popravě turnovských horolezců

Po smrti druhé manželky, Marie Lamplové-Smítkové, se Josef Smítka starší oženil potřetí. Bylo mu tehdy již 65 let. Jeho třetí žena byla o desítky let mladší a bydlela u něho původně v podnájmu. Chodil s ní ještě za života jeho druhé manželky. Chtěla dům pro svou dceru, a na rodinu Aloise Smítky proto volala pod různými záminkami policii. Alois Smítka pak pod tlakem i s rodinou (manželka Marie a dvě dcery) z domu začátkem šedesátých let 20. století odešel.
I svou třetí ženu Josef Smítka starší přežil. Zemřel dne 15. března 1983 ve věku 93 let.

### Politické názory a povahové rysy
Smítka spolu s některými dalšími turnovskými horolezci zastával levicový životní postoj. K tomu též patřil odpor k německé okupaci. Během války se horolezci věnovali protiněmecké záškodnické činnosti, především šířili letáky. Chystali sabotáž – chtěli vykolejit vlak u sychrovského tunelu. Byli neopatrní, německé orgány je proto vypátraly, zatkly a popravily.
Pamětníci na Smítku vzpomínají jako na vzteklého rváče a hazardéra. Byl buřič a živelný výtržník. Často šel až do krajností. Vladimír Procházka vzpomíná, jak bez jakékoliv přípravy skákal na skokanském můstku na Kopanině nebo jezdil na sjezdovkách. Byl hrubý, vulgární a netolerantní. Rád provokoval, utíkal ze zaměstnání. Zároveň ale byl přátelský, hrdý a zásadový. Rád se věnoval a učil další generaci mladých horolezců. Procházka též zmiňuje četné známosti s dívkami a vstřícný vztah k alkoholu a cigaretám.

### Knižní a filmové zpracování
Prvním literárním zpracováním (stylem četba pro mládež), které se skutečnému příběhu přibližuje nejvíce, je útlá kniha Kamarád ze skal od Josefa Štyrsy, z roku 1959, zejména poslední strana textu je však politicky zabarvená. Námitky k popisu Joskova vztahu s pražskými horolezci, které v knize očerňuje Štyrsa, zmínil Antonín Schier, v materiálu Svým synům o počátcích českého horolezectví.. Oproti knize, stejnojmenný černobílý dokument Československé televize z roku 1974 (Mojmír Hošt) byl již silně politicky zneužitý. Jako neutrální lze v porovnání se starším dokumentem a novějším filmem označit grotesku Davida Svárovského: Tenkrát v ráji aneb damals im paradies z roku 2011.
Josef Urban podle jeho osudů napsal knihu s názvem Tenkrát v ráji, kterou vydalo nakladatelství Fragment. Kniha se ale setkala u pamětníků s kritikou ohledně nedostatečné věrohodnosti. Urban začal připravovat také stejnojmenný film, který zrežírovali Daniel Krzywoň, Peter Pálka a Lordan Zafranović. Smítku v něm hraje vodní slalomář Vavřinec Hradilek. Písně Skalák a titulní Tenkrát v ráji nazpívala pro film zpěvačka Radůza, vyšly na jejím albu Gaia. Premiéra filmu proběhla 27. října 2016. Film se setkal s negativním ohlasem u filmové kritiky.

## Horolezecký odkaz

### Horolezecké začátky
Ve dvacátých a třicátých letech patřila většina prvovýstupů na skály v Českém ráji horolezcům ze Saska. Až koncem třicátých let se do skal odvážili i horolezci z Turnovska. Josefa Smítku označovali jeho kolegové jako jednoho z nejlepších a nejtalentovanějších.
V roce 1939 uskutečnil spolu s Fifanem (Ladislav Vodháněl) a Chroustem (Vladimír Procházka) první český výstup na Kobylu v Příhrazích.
Pak se chystali na prvovýstup na sousední skálu František. V nožířské dílně Jaroslava Volejníka ukovali horolezecké kruhy z železných prutů, které zcizili na stavbách. Skálu slezli ze snadnější horní strany tak, že si jeden stoupnul druhému na ramena a zatloukl kruh do skály. Přední český alpinista Rudolf Otto Bauše, který psal průvodce po příhrazských skalách, ale jejich postup odsoudil. Hrdý Smítka proto vylezl na skálu z těžší údolní strany. Tento prvovýstup již Bauše uznal.

### Základy čistého lezení
Smítka prosazoval takzvané „čisté lezení“. Horolezecká cesta byla podle jeho názoru kvalitní tehdy, když na ní bylo co nejméně umělých pomůcek. Často proto odstraňoval horolezecké skoby nebo kruhy a upřednostňoval jištění lanovými smyčkami a uzly ve větší míře, než bylo tehdy u horolezců obvyklé. Opatřil si proto různě silná lana. Smyčky dával do hodin a jako první i do spár. Používal i tkaničky do bot, které vázal na nejmenší výstupky. Smyčkovací techniku převzal od německých horolezců a využil ji v českých podmínkách měkkého pískovce.
Smítka byl pověstný výstupy ve spárách. Takto zdolal například Rakev v Příhrazích. Lezl bosý, míval do krve rozedřené nohy a v rozervaných kalhotách se záplatami.
Smítka byl též soutěživý. Jeho největším konkurentem v prvovýstupech byl pražský horolezec Dr. Zdeněk Mézl. Když Mézl zdolal obtížnou spáru na Otovu věž s bočním jištěním z protilehlého předskalí, tak jeho výstup neuznal a vylezl ji znovu a čistě. Prvovýstup byl nakonec přiznán Smítkovi.
Mézl vylezl prvovýstup Mézlova hrana na Maják ve Skaláku. Hned po jeho prvovýstupu ji Smítka vylezl také za použití smyček, aniž by použil jediný Mézlův kruh. Mézlovy kruhy dokonce ze skály vytloukl a odnesl. Až po naléhání kamarádů je vrátil zpět.
Smítka též vytyčil dnešní způsob slaňování, kdy je slaňovací kruh až pod hranou vrcholu skály. Důvody byly dva. Na kruzích umístěných na vrcholu skály se lano odíralo o hranu skály a ničilo se. Za válečných let nebylo snadné lano sehnat. Lanem se též odírala a ničila skála – vznikaly rýhy. Smítka proto vytloukl všechny své vrcholové kruhy a umístil je mnohdy půl metru pod vrcholovou plošinu do stěny. Často je proto těžší slanit, než vylézt nahoru.

### Značení horolezeckých cest a horolezecká škola
Do Smítkovy doby v Českém ráji byly nejtěžší cesty označovány číslicí VII. Když Smítka vylezl Kouřovou cestou na Daliborku, otevřel dosud uzavřenou klasifikační stupnici obtížnosti a poprvé použil VIIb. Svou nejtěžší cestu na Dominstein označil jako VIIc.
Smítka se též věnoval údržbě horolezeckých cest. Vyměňoval vadné kruhy (horolezci obvykle zajišťovali kruhy do skály jen dřevem, Smítka je ucpal olovem a zacementoval), zakládal vrcholové knížky. Osobně též prověřoval všechny začínající horolezce a přijímal je do cechu lezců, nebo je odmítal. Koho přijal, tomu se plně věnoval.
Postupně tak vznikla „horolezecká škola“. Mladí chlapci (žáci posledních ročníků základní školy) většinou z Rovenska pod Troskami a okolních vesnic vyráželi po škole do skal, kde je Smítka učil, jak správně lézt a pečovat o horolezecké cesty. Nosili mu též jídlo.
Smítka je též autorem horolezeckého průvodce Český ráj pro horolezce, který ale vyšel až po válce.

## Památka

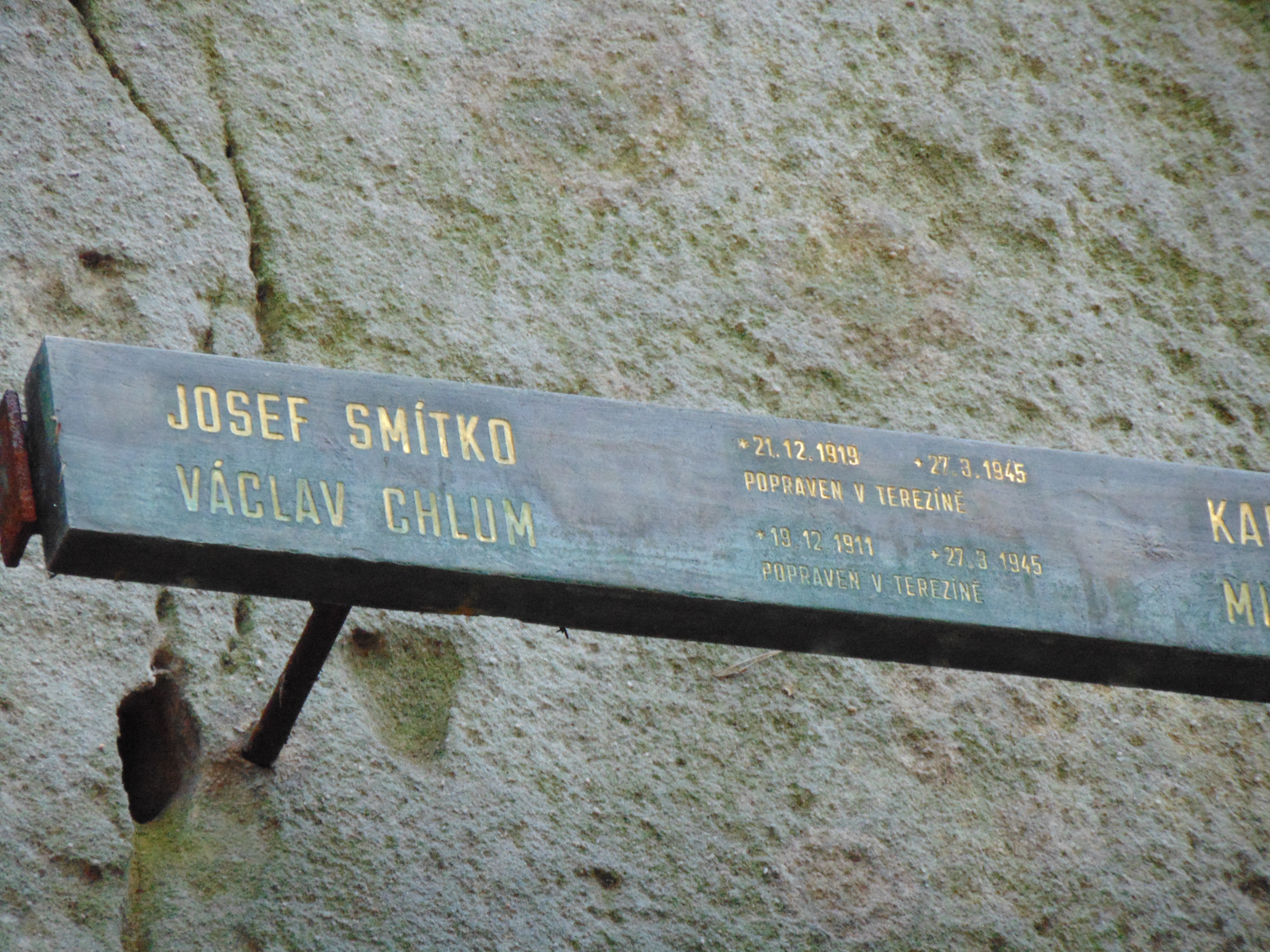
Symbolický horolezecký hřbitov na Hruboskalsku – jméno Josky Smítky je první v řadě

Skála Dominstein nesla za socialismu Smítkovo jméno jako Smítkova skála. Smítkovo jméno je též uvedeno jako první v řadě na Symbolickém hřbitově horolezců v Hruboskalském skalním městě v Českém ráji.
V roce 2015 projednávalo turnovské zastupitelstvo možnost pojmenovat nově vzniklou ulici v areálu Maškovy zahrady jménem Josefa Smítky.
K 70. výročí úmrtí Josky Smítky uspořádali hruboskalští horolezci poznávací soutěž (závod) O Smitkův poklad 2015, je zde uvedený i seznam 108 cest Josky Smitky

## Filmografie
- Mojmír Hošt: Kamarád ze skal (Československo, 1974, 22 min), dokument ČST
- David Svárovský: Tenkrát v ráji, aneb damals im paradies (Česko, 2011, 49 min) - hraná groteska o prvovýstupech na příhrazskou Kobylu
- Lordan Zafranović, Peter Pálka: Tenkrát v ráji (Česko/Slovensko, 2016) hraný film, volně na motivy příběhu